# Pachyschelus fisheri
Pachyschelus fisheri är en skalbaggsart som beskrevs av Vogt 1949. Pachyschelus fisheri ingår i släktet Pachyschelus och familjen praktbaggar. Inga underarter finns listade i Catalogue of Life.